# Вороновицький музей історії авіації та космонавтики України
Вороновицький музей історії авіації та космонавтики — музей у смт. Вороновиця.
У фондах музею нараховується 1 300 предметів. Щорічна загальна кількість відвідувачів — понад 2 000 осіб.
Основу збірки музею складають документи, фотографії, книги, речі, пов'язані з розвитком авіації та космонавтики, сучасне льотне спорядження, а також меморіальні предмети, що належали О. Можайському, С. Гризодубовій. У фондах зберігається колекція відеокасет з документальним фільмом «З історії розвитку авіації XX ст.» (хроніка) та документальними фільмами з історії космонавтики («Ю. Гагарін — секретний звіт», «Л. Каденюк — зустріч»).

## Споруда музею (палацу Грохольських— Можайських)
Музей розміщено у палаці колишніх власників маєтку Грохольських. Триповерховий палац побудовано в стилі раннього класицизму у 70-х рр. XVIII ст. У 1867 р. маєток був придбаний М. Можайським, брат якого Олександр Федорович Можайський (1825–1890), майбутній винахідник планера, впродовж 1869–1876 рр. був місцевим управителем. Саме тут було вперше випробувано модель літального апарата.

## Створення музею
В пам'ять перебування О. Можайського у Вороновиці, 7 травня 1971 р. рішенням виконкому Вінницької районної ради в приміщенні палацу було засновано музей авіації ім. О. Можайського.
Музей створювали учні та вчителі Вороновицької СШ № 1, зокрема В. Морванюк, П. Глухенький, С. Хомчук, О. Будко при допомозі шефів — військової авіаційної частини. В 1972 р. музею присвоєно звання «Народний музей», в 1989 р. музей став державним.
У триповерховому палаці, що складається з 43 кімнат, зараз розташувалася школа. Експозиція розміщувалася в 3-х парадних залах другого поверху будинку. Музей мав назву «Від Можайського до Гагаріна» і нараховував 647 предметів. У 1998 р. було проведено реекспозицію. Нині це — державний музей історії авіації та космонавтики України.

## Експозиція

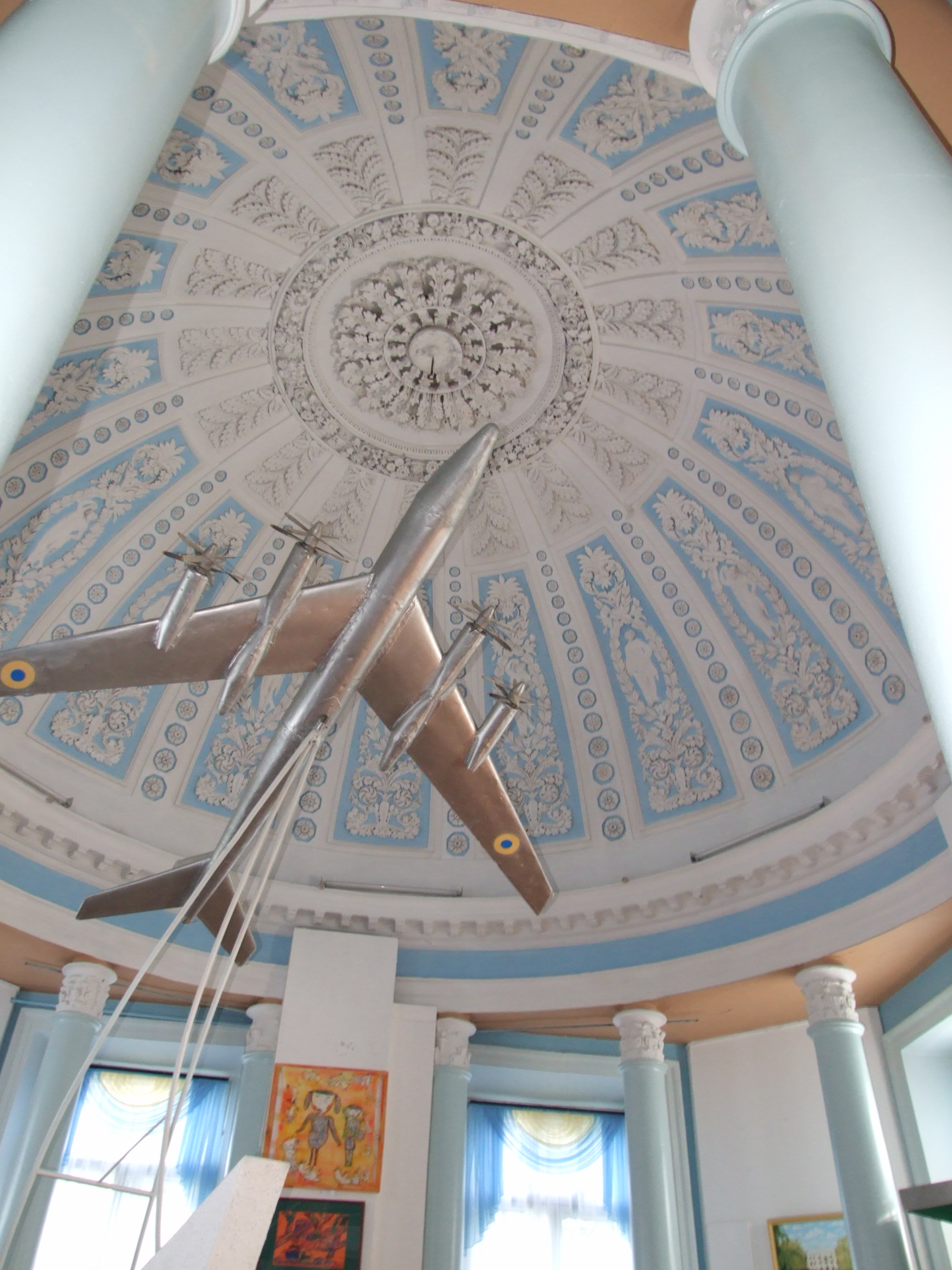

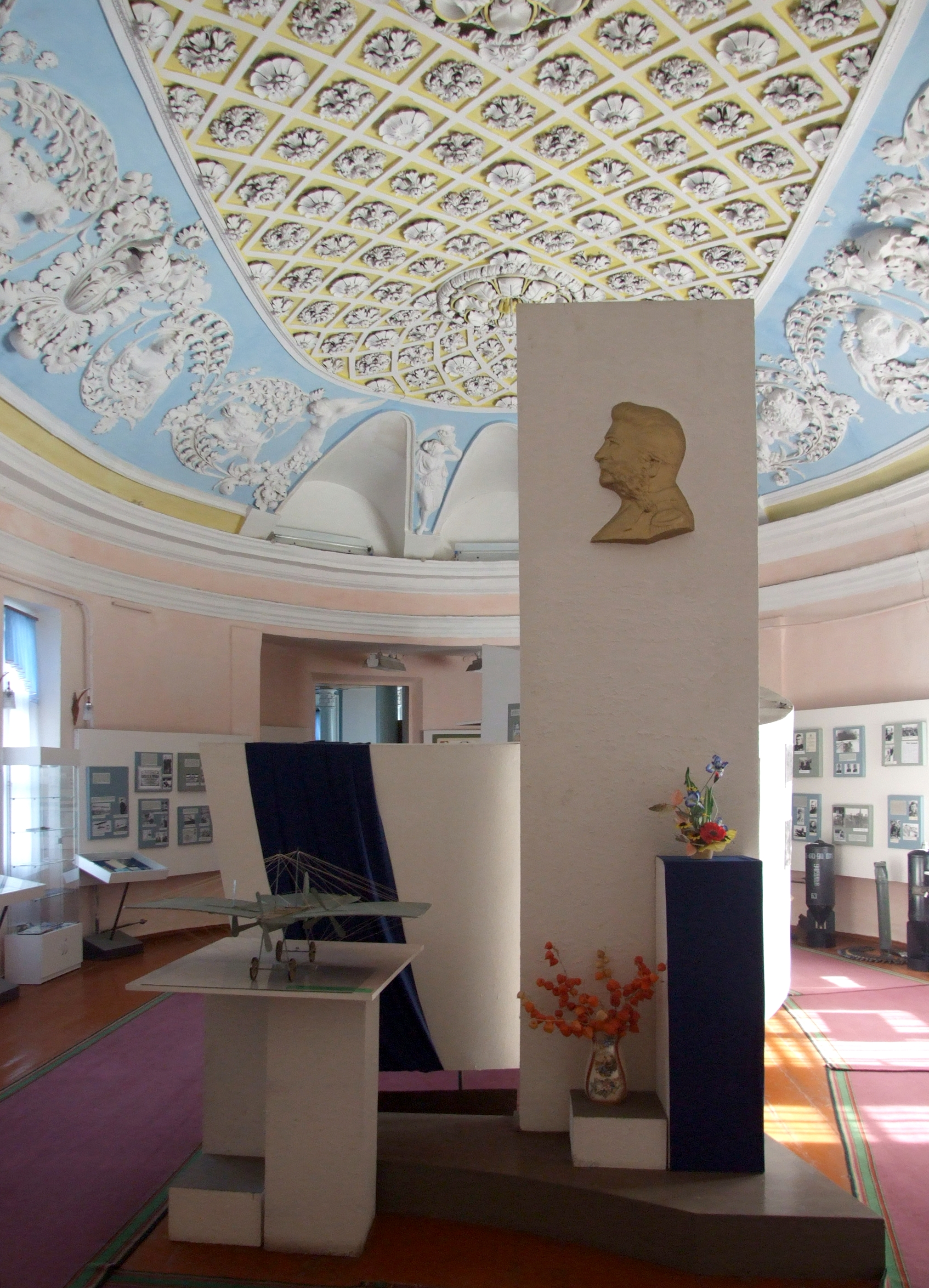

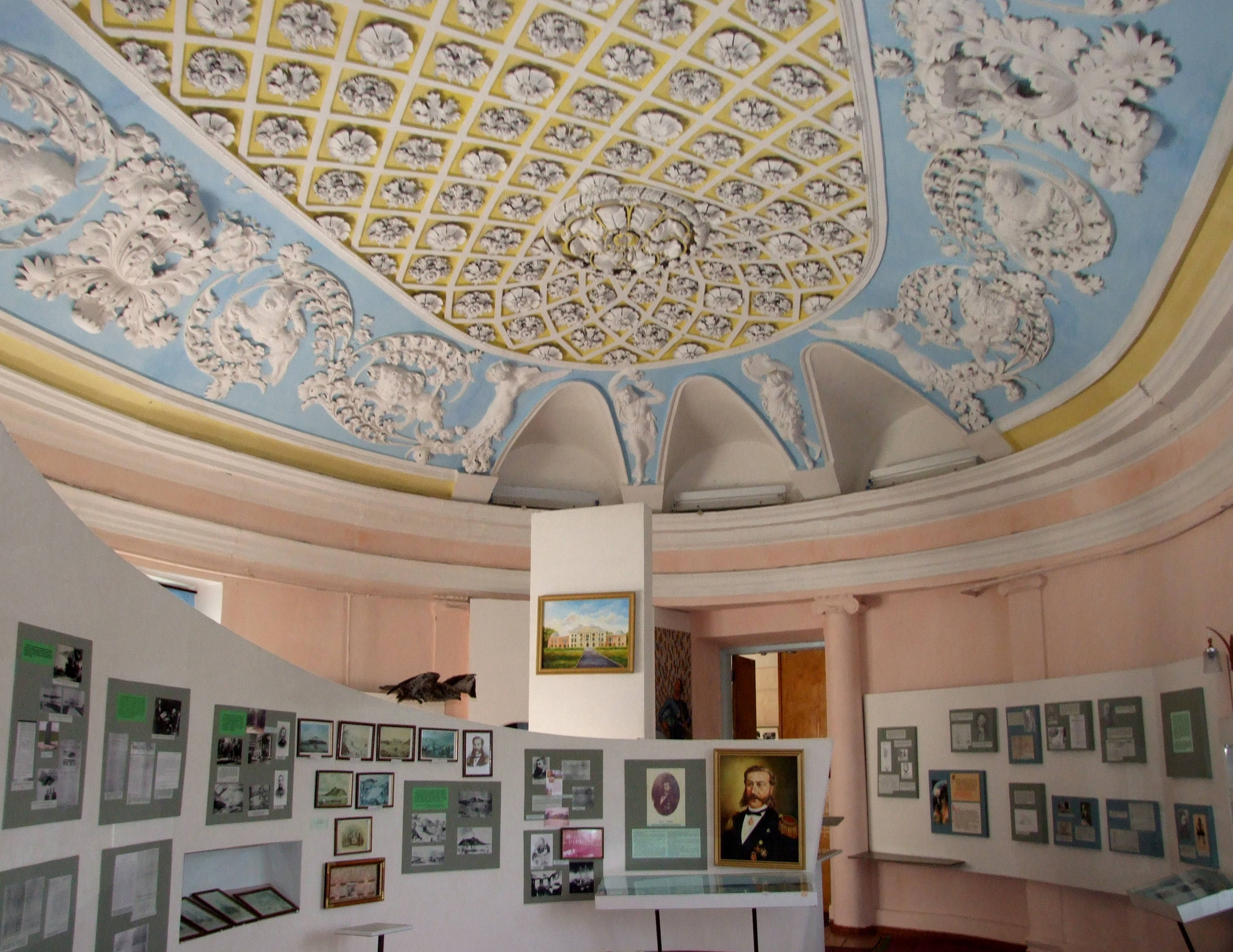

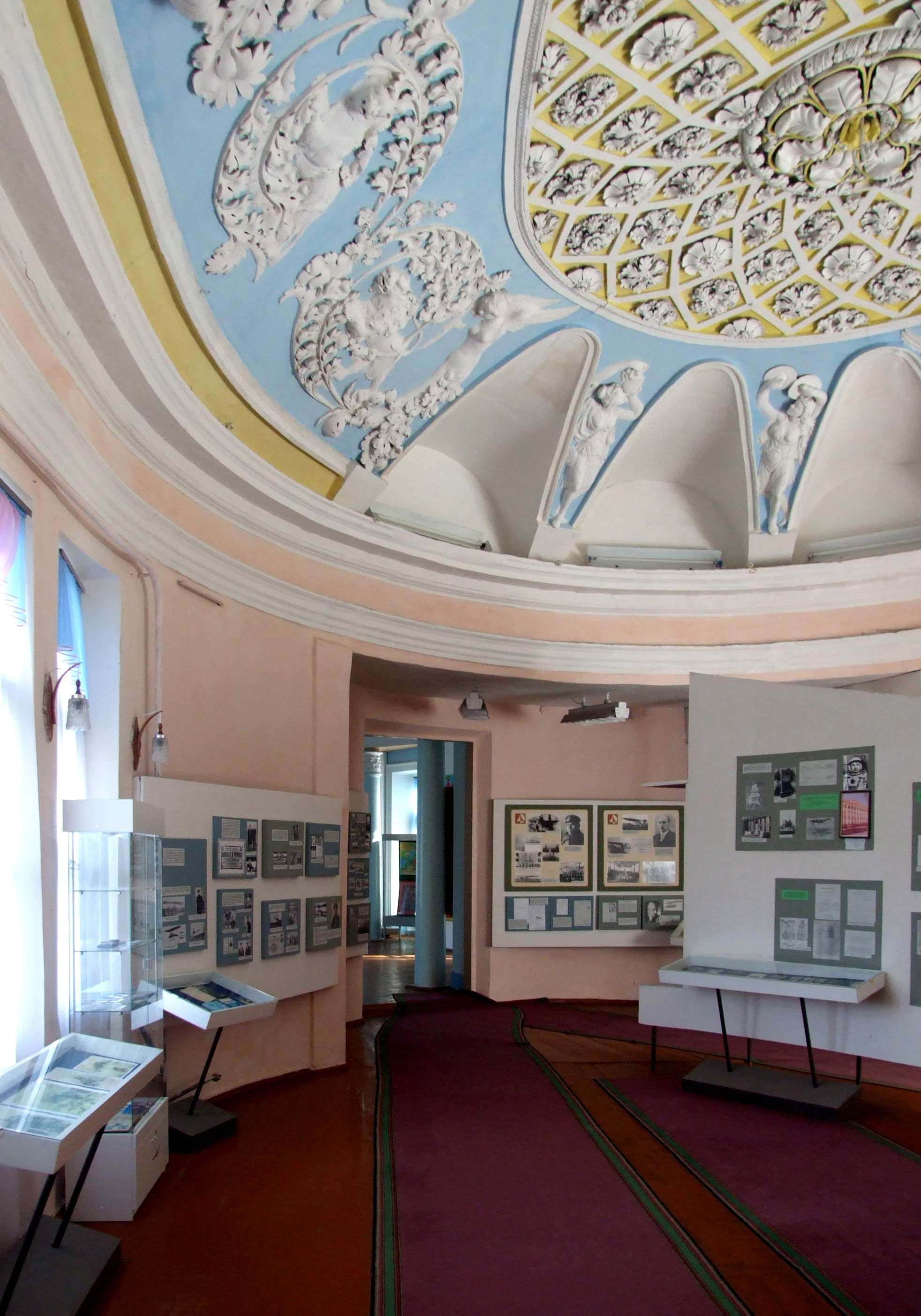

Експозиція музею розповідає про розвиток вітчизняної авіації від перших літальних апаратів до реактивних літаків, до польотів космічних кораблів і складається з розділів:
- зародження і початковий період розвитку авіації;
- військова авіація;
- авіація України на сучасному етапі;
- внесок України в становлення та розвиток космонавтики.

Початок експозиції ознайомлює відвідувачів з першими спробами людини оволодіти небесами. Ще у XV ст. геніальний Леонардо да Вінчі, першим почав розробляти теорію польоту людини, в 1475 р. сконструював апарат вертикального злету (представлено схему апарата Леонардо да Вінчі). Перехід від експерименту до точних розрахунків, науково обґрунтували політ людини у повітрі вчені: М. В. Ломоносов, А.Телешов, Д. І. Менделєєв, М. Е. Жуковський, К. Е. Ціолковський. Але значне місце серед вчених — винахідників належить винаходу О. Ф. Можайського.
Можайський Олександр Федорович народився 21 березня 1825 року, в сім'ї віце-адмірала Федора Тимофійовича Можайського. Закінчивши в 1841 р. Петербурзький кадетський корпус, Олександр Федорович стає офіцером флоту. Про життя та діяльність О. Ф. Можайського змістовно розповідають документи, фото, книги, малюнки, які розміщені у вітринах музею. Збереглись і деякі особисті речі винахідника, це портсигар та картина, намальована самим Можайським. Відвідувачі можуть розглянути модель літака, у зменшеному вигляді, якого сконструював винахідник в 1884 році.
Далі в експозиції представлені авіатори та авіаконструктори, які на поч. XX ст. жили і працювали в Україні. Це авіаконструктори: І. І. Сікорський, К. О. Калінін, Д. Григорович, пілоти: М. Єфімов, С. Уточкін, П. Нестеров, Є. Крутень та ін.
Про виготовлення перших літаків в Україні розповідають стенди про Харківський авіаційний завод, представлені моделі перших літаків вітчизняного виробництва: К-1, К-2, К-7.
В експозиції велике місце відведено ролі авіації періоду Німецько-радянської війни. В перші ж дні війни небо Вінниччини захищали льотчики 88-го винищувального авіаційного полку, який базувався в с. Бохоники Вінницького району, та льотчики 132 бомбардувального авіаполку, який з 1940 р. базувався поблизу с. Печора Немирівського району. На всіх фронтах льотчики показували приклади мужності та героїзму. Ас номер один Радянських ВПС, тричі Герой Радянського Союзу — Іван Кожедуб. А визволяли Вінниччину льотчики 235 штурмового авіаполку. Представлені фото героїв цього авіаполку: П. Дилько, В. Лазарев, І. Могильчак. В цьому полку служив двічі Герой Радянського Союзу льотчик-космонавт Г. Т. Береговий, брав участь у визволенні Вінниччини. В повоєнні роки він неодноразово бував у Вінниці, відвідував однополчан, віддавав шану загиблим друзям, став почесним громадянином м. Вінниця. Відвідував в 70-ті роки і музей, довгий час вів листування з учнями Вороновицької СШ № 1, листи і фото зберігаються у фондах музею. Представлені моделі літаків періоду Німецько-радянської війни — По-2, Іл-4, Ту-2 та ін.
В музеї експонуються портрети льотчиків, Героїв Радянського Союзу, вихідців з Вінниччини. Серед них наші земляки — Колісник Павло Антонович, який народився в с. Степанівка, служив у морській авіації, загинув в 1943 році.
Герой Радянського Союзу — Олійник Григорій Микитович, родом із Вороновиці, відважний герой здійснив 376 бойових вильотів і знищив 23 фашистських літаки. Загинув в 1953 р. під час виконання завдання.
Сучасна авіація представлена в документах, фотографіях, речах:
- Феодосійський науково-виробничий центр Збройних Сил України.
- Герої-льотчики із Вінниччини, які загинули на території Афганістану.
- «Українські соколи» — пілотажна група Військово-Повітряних Сил України.
- Полковник, льотчик М. Коваль, який неодноразово займав перші місця з вищого пілотажу серед провідних льотчиків світу.
- Нагрудні знаки класної класифікації льотного складу ВПС України, введені в 1998 р.
- Технічний комплекс «АНТОНОВ».

Україна є і космічною державою. В грудні 1997 р. було здійснено політ, у складі міжнародного космічного екіпажу, льотчика-космонавта, громадянина України — Леоніда Каденюка. В експозиції відображено перші кроки людини в космос, побут космонавтів на орбіті, продукти харчування, одяг тощо.
Експонати музею відображають талант, енергію, працю винахідників, льотчиків, їх віддане служіння Батьківщині — хороший приклад для наслідування поколінь.

## Кімната-музей кобзаря В.М.Перепелюка
У приміщенні палацу працює також музей кобзарського мистецтва (меморіальна кімната-музей кобзаря Володимира Максимовича Перепелюка).

## Фасади палацової споруди

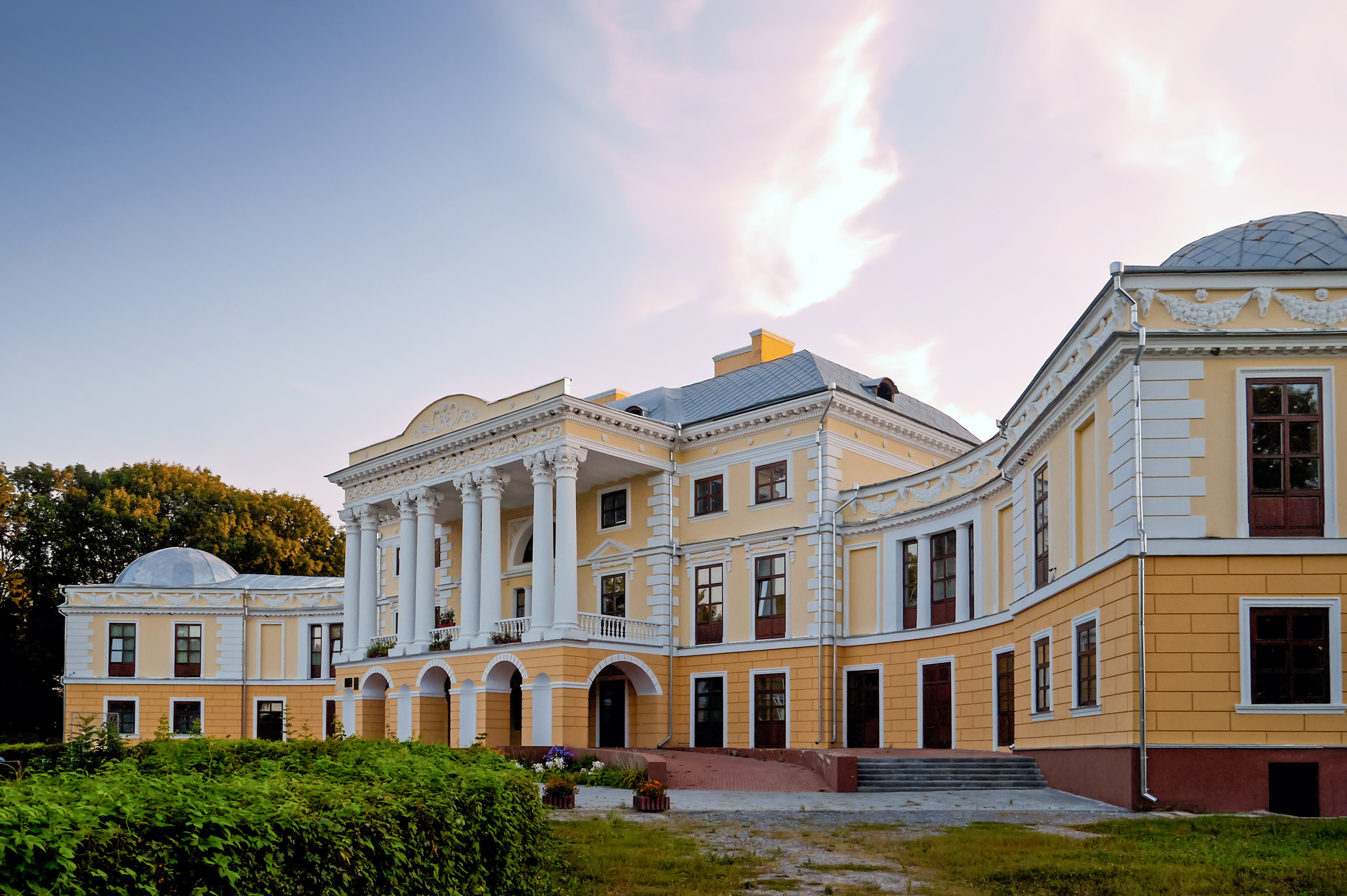
Колишній палац Грохольських, головний фасад після реставрації

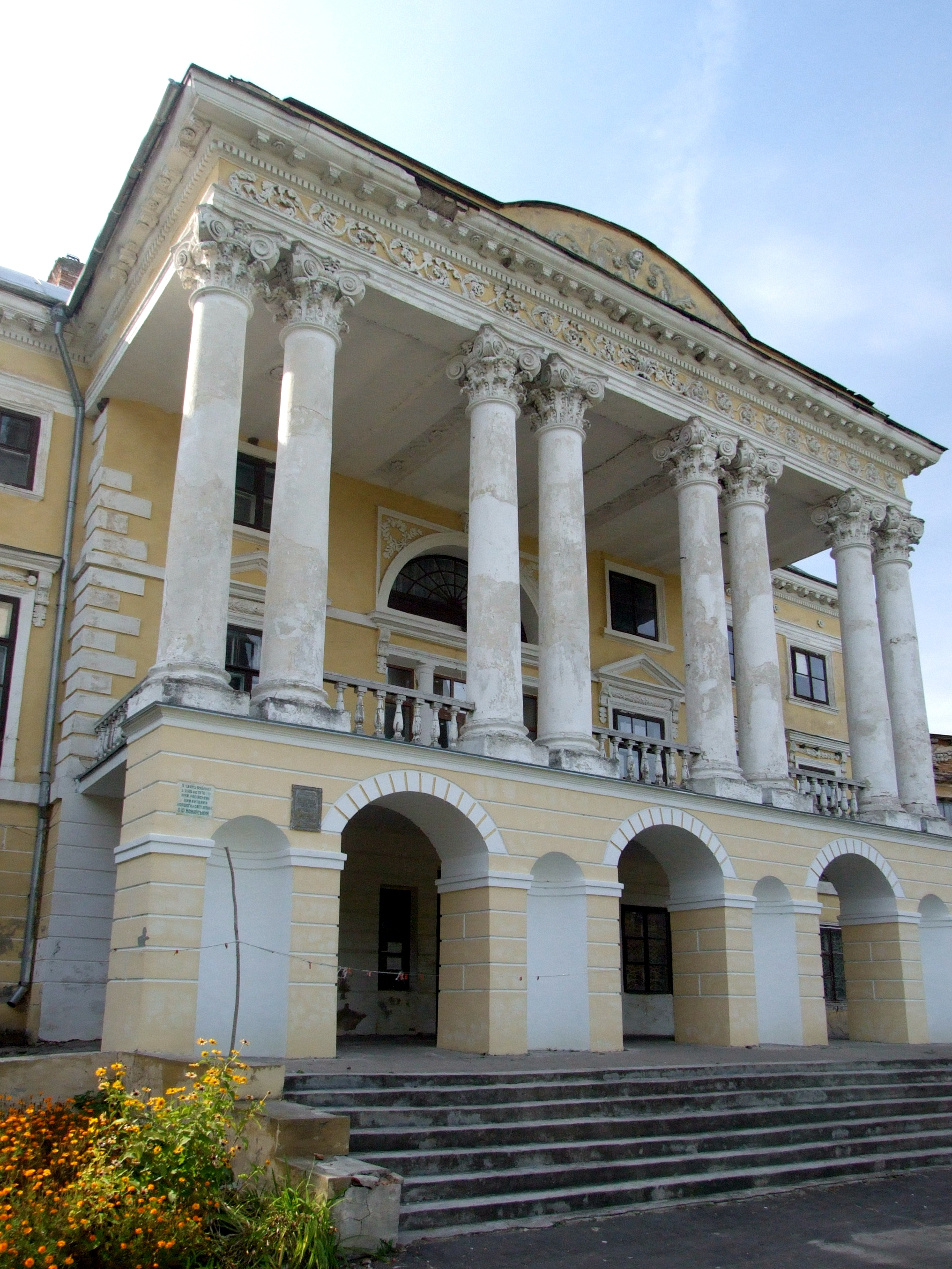
Парадний вхід до палацу
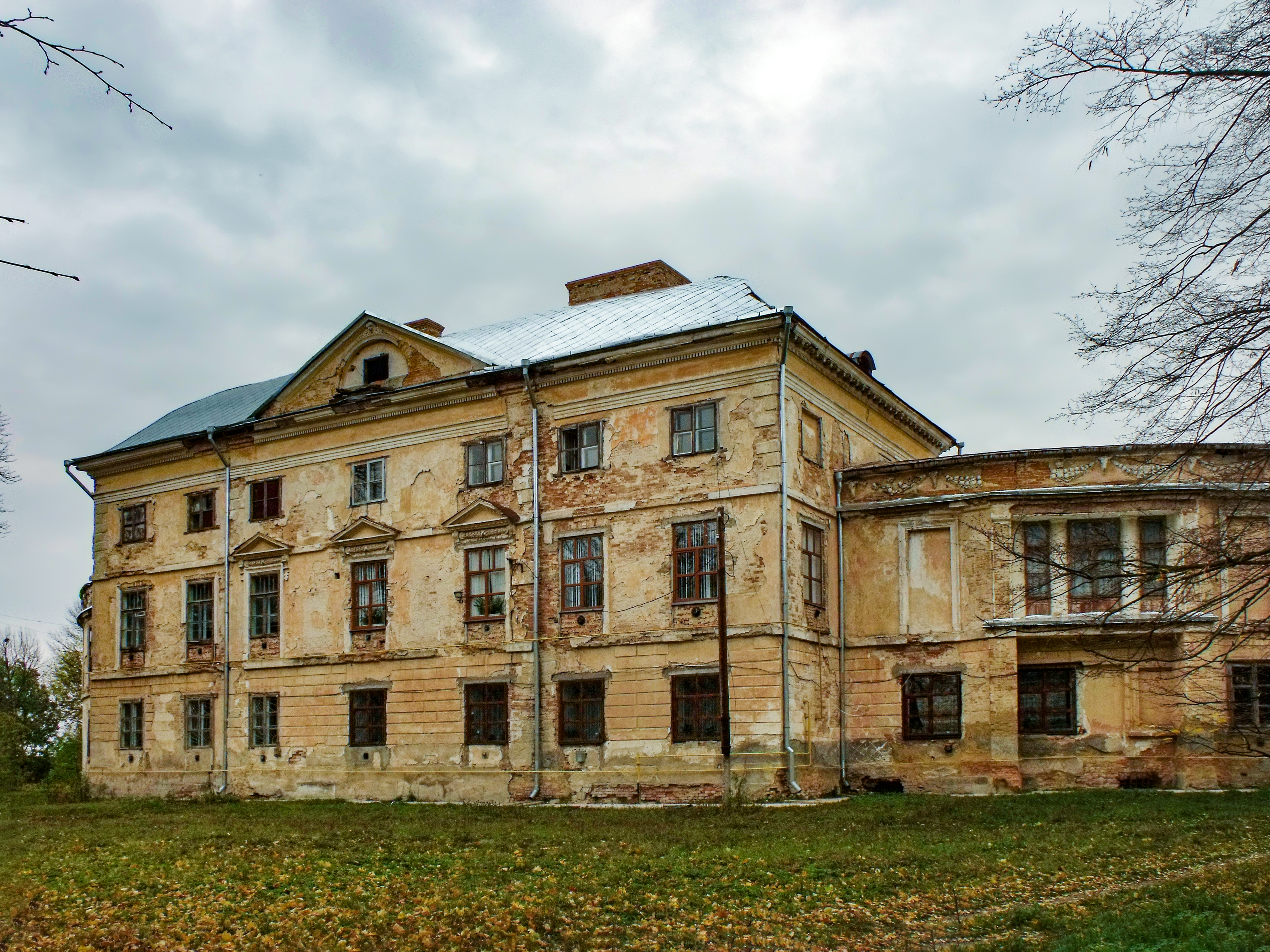
Парковий фасад палацу у Вороновиці
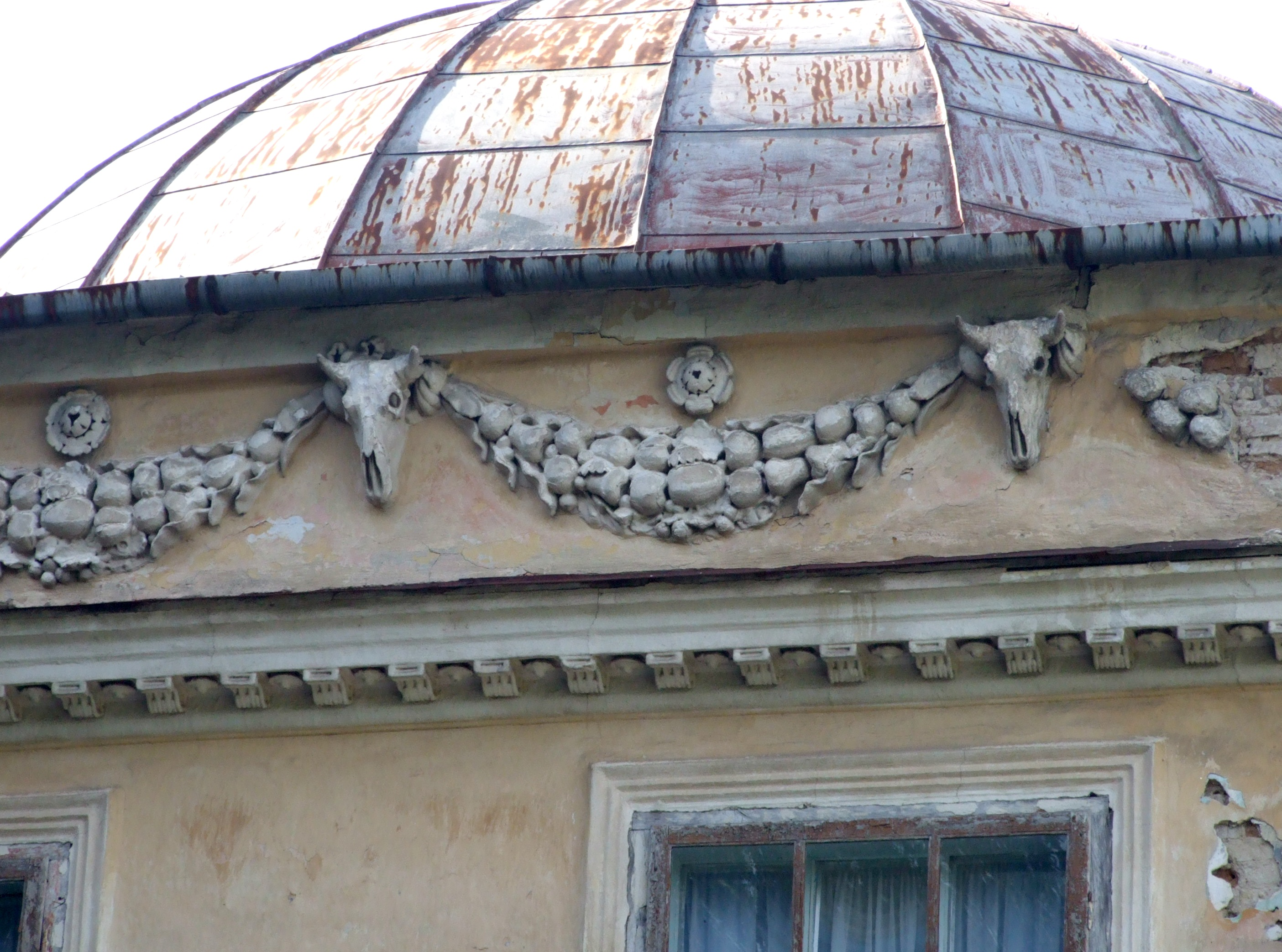
Ліплений декор бічного павільйону з гірляндами
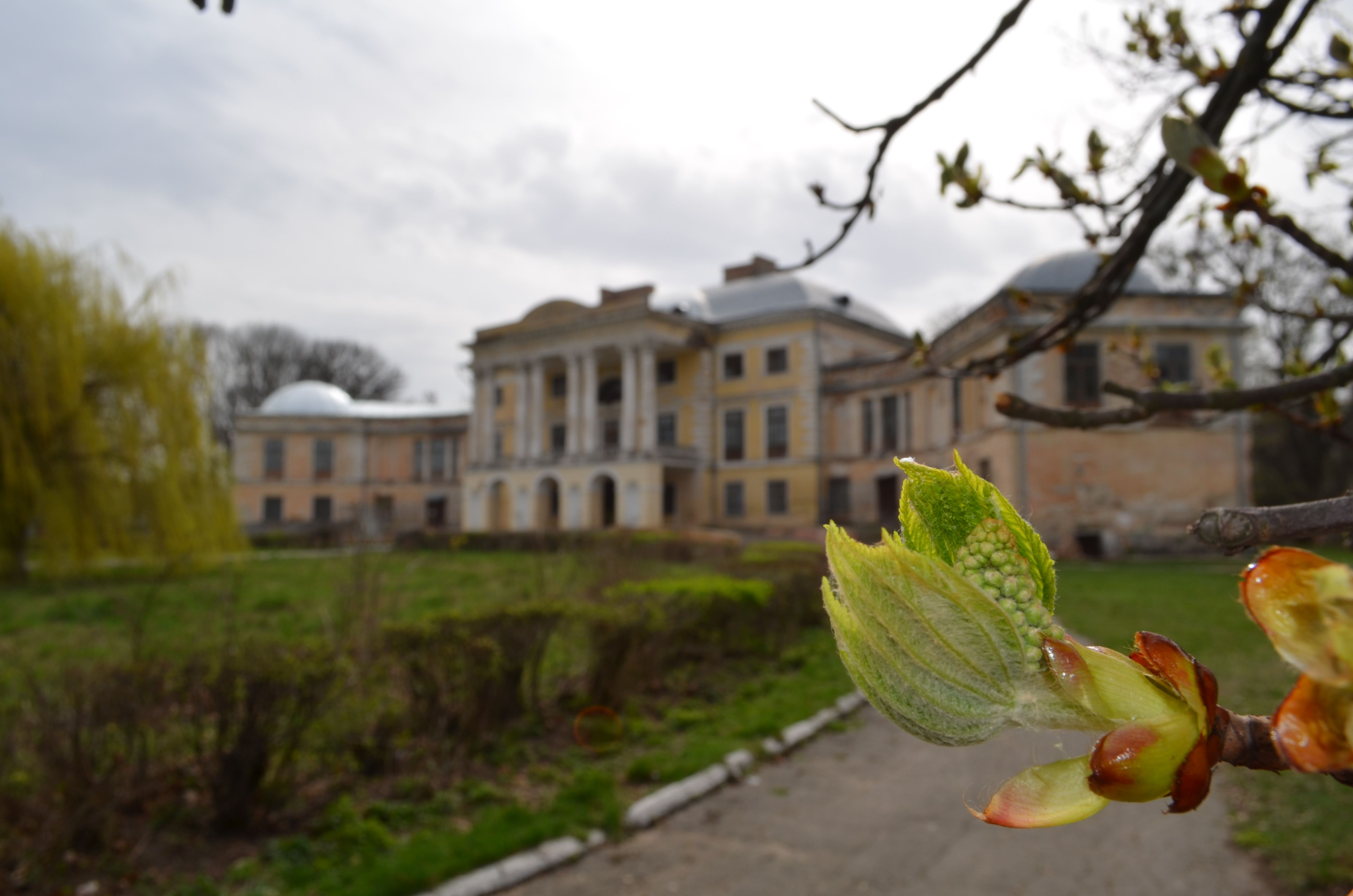
Палац і рослини в почесному дворі (курдонер)

## Адреса музею
23252, Вінницька обл., Вінницький р-н, смт Вороновиця, вул. Козацький шлях, 26
Музей працює з 8:00 до 17:00 Вихідні: неділя, понеділок
Директор — Дем'яненко Віктор Тарасович
До музею можна дістатись рейсовими автобусами або маршрутними таксі з м. Вінниці, Умані